# Бомдила
Бомдила (хинди बोम्दिला, кит. 邦迪拉) — город, центр округа Западный Каменг в штате Аруначал-Прадеш в Индии, находится на высоте 3,000 метров.

## Население
На 2001 год в городе проживало 6685 человек, 54 % населения — мужчины, а 46 % — женщины. Уровень грамотности составляет 69 %, выше среднего по Индии, при этом среди мужчин 75 %, а среди женщин 63 %. 13 % населения моложе 6 лет. Основное население — народы Монпа и Шердукпен.

## Достопримечательности
Город знаменит монастырём Бомдила-гомпа. Фактически монастырей три:
- Нижний небольшой монастырь около рыночной площади 27°15′52″ с. ш. 92°25′20″ в. д.HGЯO
- Средний монастырь, небольшой и достаточно старый
- Верхний монастырь (Генце Гаден Рабгьел Линг, Gentse Gaden Rabgyel Ling) — наиболее величественный, находится на холме 27°16′14″ с. ш. 92°25′08″ в. д.HGЯO

В городе имеется центр прикладного искусства рядом с Нижним монастырём.
Высоко над городом находится вершина Бомлила-топ 27°16′44″ с. ш. 92°24′59″ в. д. с величественными видами на хребты Гималаев.
Около города — заповедник «Орлиное гнездо» (en:Eaglenest Wildlife Sanctuary) и живописные районы для горного туризма.